# Bodo Zimmermann (Künstler)

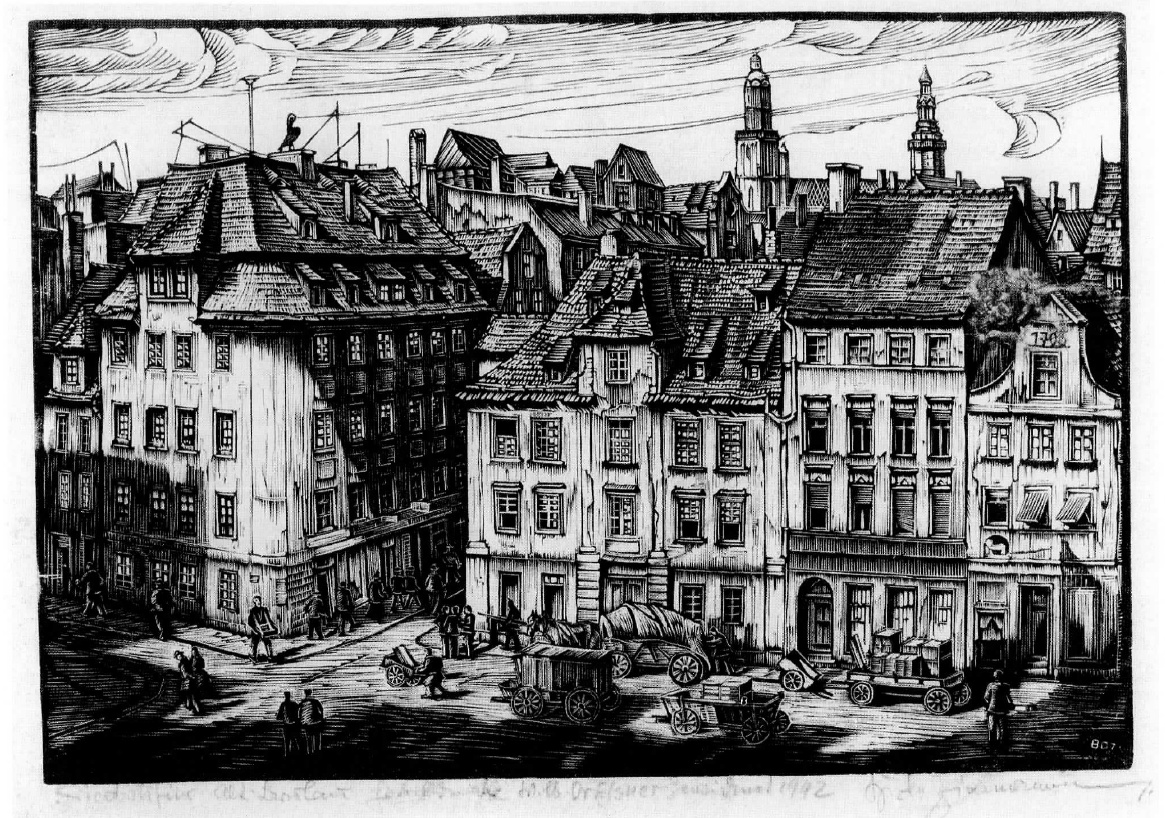
„Siehdichfür“, Altstadt von Breslau: Holzschnitt von Bodo Zimmermann, 1942

Bodo Zimmermann, auch BOZI; (* 29. Mai 1902 in Filehne im Kreis Bromberg; † 25. August 1945 (auf dem Rücktransport vor Frankfurt (Oder))) war ein deutscher Illustrator, Maler und Holzschneider.

## Leben
Bodo Zimmermann, der Sohn des Königlichen Kreisschulinspektor Paul Zimmermann und Enkel des Landschaftsmalers Emil Zschimmer, wirkte nach seiner Ausbildung an der Königlichen Kunst- und Kunstgewerbeschule zu Breslau, seit 1922 als Illustrator, Zeichner und Holzschneider in seinem Atelier in Breslau.
Seine Motive befassen sich mit dem Glatzer Bergland, dem Riesengebirge sowie Ansichten aus der Umgebung von Main und Tauber.
Infolge der Belagerung und Besetzung gingen der überwiegende Teil seiner Arbeiten verloren. Nach seiner Kriegsgefangenschaft am 7. Mai 1945,  während der Verteidigung von  Breslau, verstarb er auf dem Rücktransport.

## Preise
- 1937 erhielt er den Kunstpreis der Stadt Breslau.
- 1938 erhielt er den Schlesischen Kunstpreis.

## Ausstellungen
- Zwischen 1937 und 1944 beteiligte sich Bodo Zimmermann mit insgesamt 17 Druckgrafiken an den Großen Deutschen Kunstausstellungen in München.
- 1942: Krakau, „Die Burg von Krakau“[1]

## Werk
- Das Glatzer Bergland (Holzschnitt, Vorlage für Postkarte)[2]
- Riesengebirge mit Schneekoppe (Holzschnitt, Vorlage für Postkarte)[3]
- Sandinsel in Breslau (Holzschnitt)[4]
- Jahrhunderthalle Breslau (Holzschnitt)